# Maniola
Genre
Le genre Maniola regroupe des lépidoptères (papillons) de la famille des Nymphalidae, de la sous-famille des Satyrinae et de la tribu des Satyrini.

## Dénomination
Le genre Maniola a été décrit par Franz von Paula Schrank en 1801. Attention Maniola (Rafinesque, 1815) est un synonyme du genre Haetera.

## Liste des espèces et sous-espèces

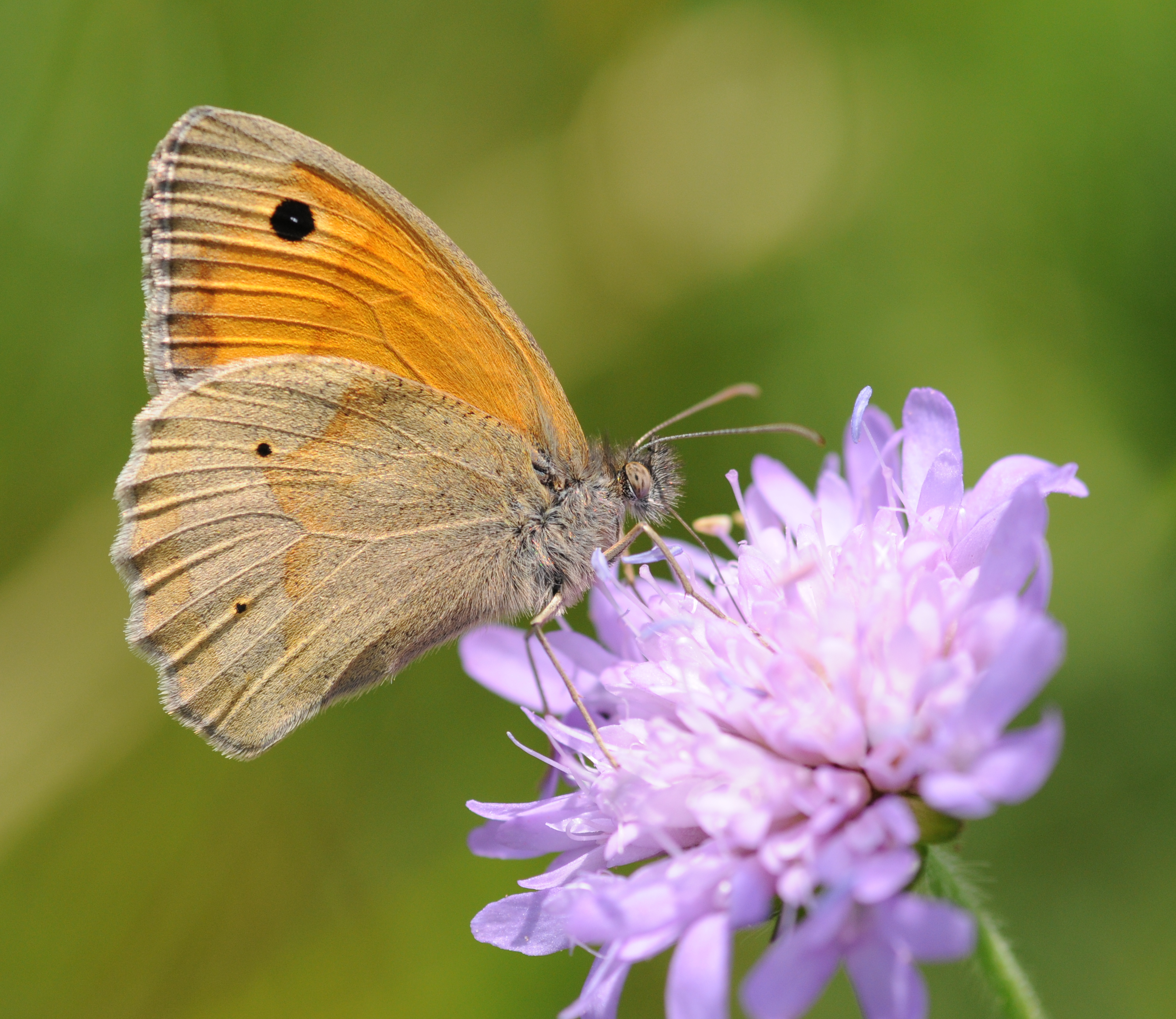
Maniola jurtina

- Maniola chia Thomson, 1987 ; le Myrtil de Chio en Grèce.
- Maniola cypricola Graves, 1928, présent à Chypre.
- Maniola halicarnassus Thomson, 1990 ; le Myrtil de Thomson présent en Grèce et en Turquie.
- Maniola jurtina (Linnaeus, 1758) — Myrtil présent en Afrique du Nord, Europe et Asie Mineure.
  - Maniola jurtina jurtina.
  - Maniola jurtina janira Linnaeus, 1758.
  - Maniola jurtina persica LeCerf, 1912.
  - Maniola jurtina phormia (Fruhstorfer, 1909).
  - Maniola jurtina strandiana Oberthür, 1936.
- Maniola megala (Oberthür, 1909) présent en Grèce dans l'île de Lesbos et en Turquie.
- Maniola nurag Ghiliani, 1852 — Ocellé des nuraghi présent en Sardaigne.
- Maniola telmessia (Zeller, 1847) ou Myrtil de Zeller présent en Grèce et Asie Mineure.

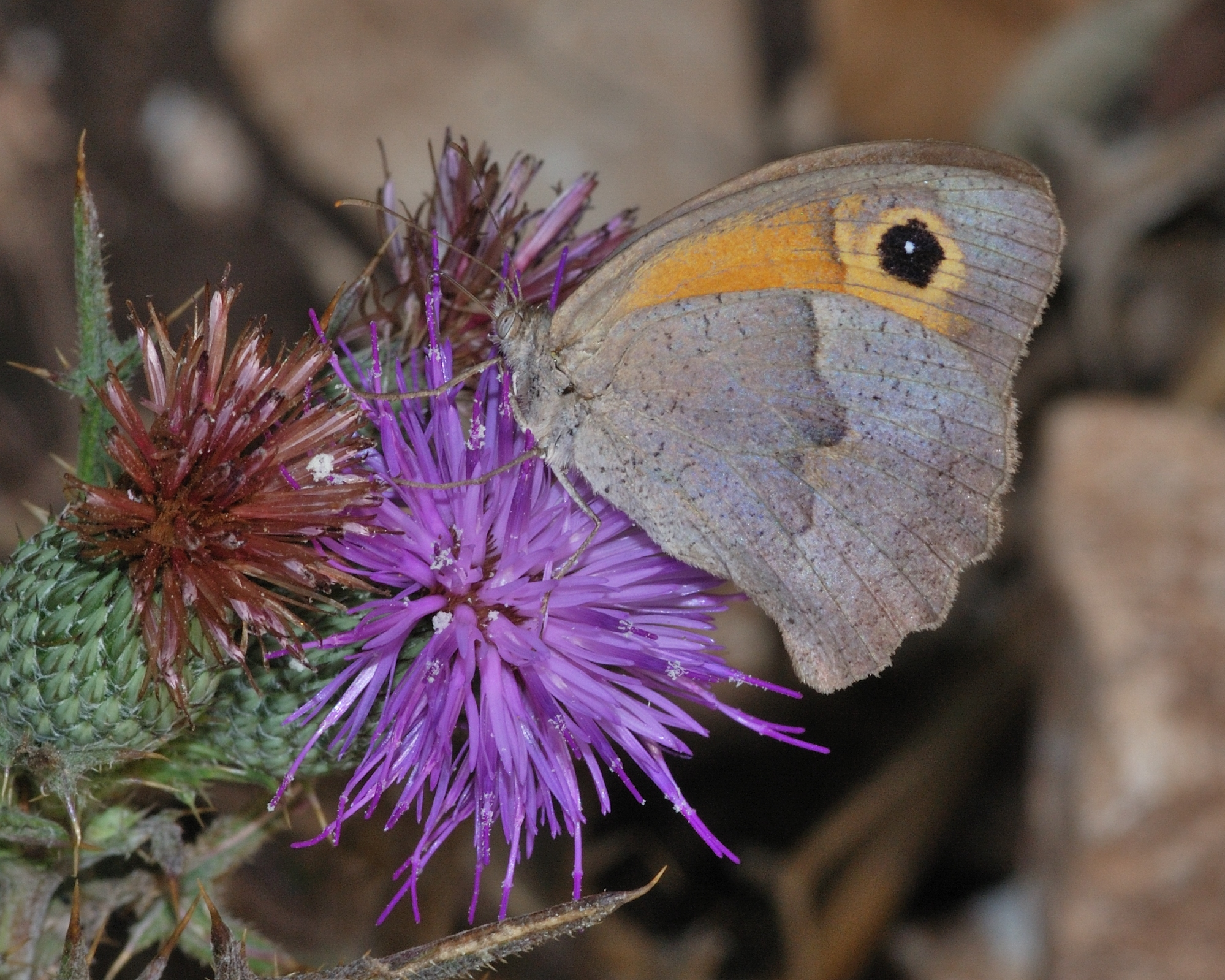
Maniola telmessia

## Source
- (en) funet